# Billrothgymnasium
Das Billrothgymnasium ist ein Gymnasium des Bundes in der Billrothstraße im 19. Wiener Gemeindebezirk Döbling. Die Schule ist nach Theodor Billroth benannt.

## Geschichte
Salome Goldman gründete 1903 mit Unterstützung von Yella Hertzka in einer Privatwohnung in der Kreindlgasse 3 eine Privatschule für Mädchen, das Cottage-Lyzeum. Dieses erhielt 1905 für die 1. Klasse das Öffentlichkeitsrecht. Noch im selben Jahr stellte Yella Hertzka der unter Platzmangel leidenden Schule ihr neu erbautes Haus in der Gymnasiumstraße 79 zur Verfügung.
1921 musste Goldman wegen finanzieller Schwierigkeiten den Erhalt der Schule aufgeben, der von Eltern und Lehrern gegründete Verein zur Erhaltung der Döblinger Mädchenmittelschule konnte die Schule jedoch weiterführen.
1935 wurde von der staatlichen Porzellanmanufaktur Augarten ein Gebäude in der Billrothstrasse 28–30 erworben. Dieses wurde mit einem Gartentrakt erweitert, der vier moderne Klassenzimmer beinhaltete.
Nach der Eingliederung Österreichs in das nationalsozialistische Deutsche Reich im Jahr 1938 mussten die jüdischen Lehrer und 143 jüdische Schülerinnen die Schule verlassen. In ihren Abschlusszeugnissen stand: "Die Schülerin wird aufgrund des Erlasses des Herrn Reichsministers für Wissenschaft, Erziehung und Volksbildung vom 2. Juli 1942 E II e 1597 von der höheren Schule verwiesen." Die Schule wurde verstaatlicht. Die Schulgründerin Salome Goldmann starb 1942 im Ghetto Theresienstadt, die Förderin Yella Hertzka konnte nach London flüchten und kehrte im Jahr 1947 nach Wien zurück.
Nach dem Krieg, ab 1945, wurde das Schulgebäude auch von der Neulandschule genutzt. 1956–1960 erfolgte ein Neubau, danach wurde die Schule BRG für Mädchen und Frauenoberschule genannt. Seit dem Schuljahr 1977/1978 besuchen auch Burschen die Schule (Koedukation). Das jetzige Gebäude wurde 1994 eröffnet.

## Leitung
- 1903–1905 Salome Goldmann[4]
- 1905 Guido Ritter von Alth
- 1912–1915 Philipp Gasparin
- 1915 Johann B. Degn, provisorisch
- 1915–1917 Anton Franz
- 1917–1919 Theodor Peschl
- 1919–1921 Georg Tauber
- 1921–1945 Cornelie Benndorf-Much
- 1945–1947 Ella Spannagl
- 1947–1961 Friederike Sack
- 1961–1977 Edith Loebenstein
- 1977–1991 Siegberta Jindra
- 1991–1992 Ingrid Schwab, provisorisch
- 1992–2003 Renate Mahnert
- 2003–2004 Gabriele Schiffler, provisorisch
- seit 2004 Ursula Madl

## Lehrer
- Anna Freud 1917–1920 (auch Schülerin)

## Schüler
- Anna Freud ab 1906/1907
- Hilde Koplenig ab 1915
- Vera Russwurm maturierte 1977